# Notazione Steinhaus-Moser
La notazione Steinhaus-Moser in matematica è un tipo di notazione usato per esprimere numeri estremamente grandi. È un'estensione della notazione poligonale di Steinhaus. Nel 1950 il matematico polacco Hugo Steinhaus e più tardi l'austriaco Leo Moser svilupparono la notazione.

## Definizioni
- Il simbolo  rappresenta un numero elevato a sé stesso
- Il simbolo  rappresenta un numero {\displaystyle n} in {\displaystyle n} triangoli
- Il simbolo  o  rappresenta un numero {\displaystyle n} in {\displaystyle n} quadrati

Secondo questo criterio, {\displaystyle n} inserito in un poligono con {\displaystyle m} lati è equivalente al numero {\displaystyle n} in {\displaystyle n} poligoni di {\displaystyle m-1} lati. Il numero {\displaystyle n} inserito in due triangoli equivale ad {\displaystyle n^{n}} in un triangolo, che equivale ad {\textstyle (n^{n})^{(n^{n})}}, ovvero {\displaystyle n^{n}} alla {\displaystyle n^{n}}.

## Valori speciali
Steinhaus definì anche due valori per cui
- mega  è uguale a ②
- megistone è uguale a ⑩

Il numero di Moser (o anche semplicemente "moser") equivale a "2 in un megagono", dove un megagono è un poligono con ②-lati

## Notazioni alternative
Esistono alcune variazioni alla notazione standard:
- la notazione "a funzione" (es. {\displaystyle triangle(n)}, o {\displaystyle triangolo(n)}, traducendo il nome del poligono)
- sia {\displaystyle M(n,m,p)} il numero rappresentato da {\displaystyle n} in {\displaystyle m} poligoni con {\displaystyle p} lati, allora
  - {\displaystyle M(n,1,3)=n^{n}}
  - {\displaystyle M(n,1,p+1)=M(n,n,p)}
  - {\displaystyle M(n,m+1,p)=M(M(n,1,p),m,p)}

e
- mega = {\displaystyle M(2,1,5)}
- megistone = {\displaystyle M(10,1,5)}
- moser = {\displaystyle M(2,1,M(2,1,5))}

## Mega
Mega, ②, il primo dei valori di Steinhaus, è già un numero molto grande, in quanto ② = quadrato (quadrato (2)) = quadrato (triangolo (triangolo (2))) = quadrato (triangolo (22)) = quadrato (triangolo (4)) = quadrato (44) = quadrato (256) = triangolo (triangolo (triangolo (... triangle (256) ...))) [256 triangoli] = triangolo (triangolo (triangolo (... triangle (256256) ...))) [255 triangoli] ~ triangolo (triangolo (triangolo (... triangle (3.2 × 10616) ...))) [254 triangoli] = ...
Usando l'altra notazione, mega = M(2,1,5) = M(256,256,3), quindi con la funzione {\displaystyle f(x)=x^{x}} abbiamo che mega = {\displaystyle f^{256}(256)} = {\displaystyle f^{258}(2)}, dove l'esponente rappresenta una funzione iterativa e non un valore numerico.

## Numero di Moser
È stato dimostrato che, nella notazione a catena di frecce di Conway,
{\displaystyle {\rm {moser<3\rightarrow 3\rightarrow 4\rightarrow 2}}}
 e, nella notazione a frecce di Knuth,
{\displaystyle {\rm {{moser}<{\it {f^{\rm {3}}({\rm {4)={\it {f(f(f({\rm {4)))}}}}}}}}}}} dove {\displaystyle f(n)=3\uparrow ^{n}3}
Quindi il numero di Moser, sebbene incomprensibilmente largo, è assurdamente piccolo in confronto al numero di Graham, visto che
{\displaystyle {\rm {{moser}\ll 3\rightarrow 3\rightarrow 64\rightarrow 2<{\it {f^{\rm {64}}({\rm {4)={\text{numero di Graham}}.}}}}}}}